# Maria Perepelkina

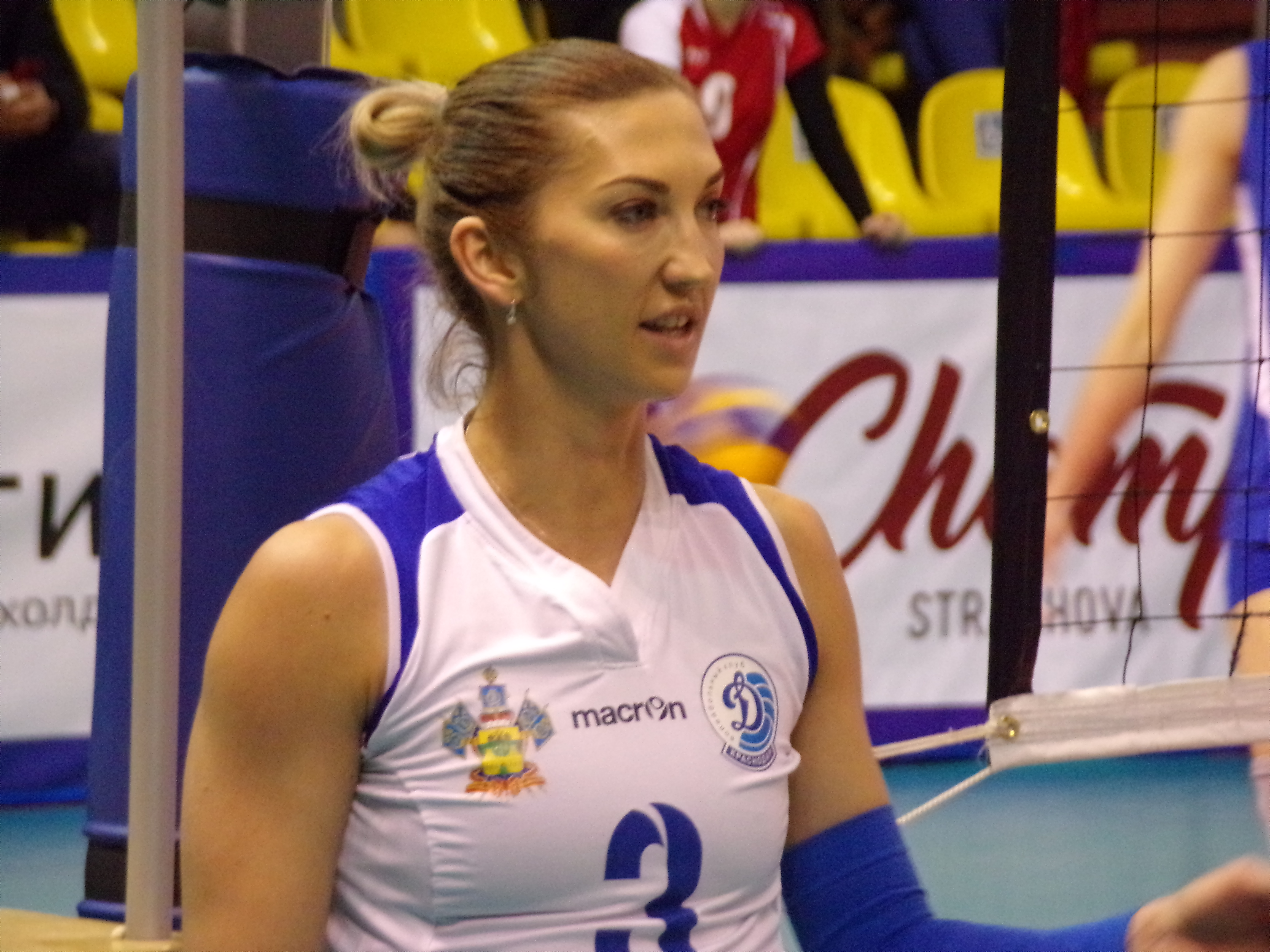
Maria Perepelkina

Maria Perepelkina (9 de março de 1984) é um jogadora de voleibol russa.
Com 1,87 m de altura, Perepelkina é capaz de atingir 3,04 m no ataque e 3 m quando bloqueia.

## Carreira
Maria Perepelkina foi campeã mundial com a seleção de seu país do Campeonato Mundial de Voleibol Feminino de 2010 disputado no Japão. Em 2012 fez parte da seleção que foi para os jogos olímpicos de Londres. Depois da traumática eliminação da equipe russa nas olimpíadas de Londres em 2012, Perepelkina deu uma pausa na carreira e se dedicou a família, onde veio nascer sua filhinha.  

## Títulos
- Campeonato Mundial de 2010